# Just Transition Fund
Der Just Transition Fund (kurz JTF, Fonds für einen gerechten Übergang) ist ein mit Verordnung (EU) 2021/1056 vom 24. Juni 2021 auf Grundlage des EU-Artikels 175 geschaffenes Instrument der Europäischen Union (EU), um gerechten regionalen Strukturwandel zur Klimaneutralität der EU bis 2050 zu unterstützen. Er wird auch als EU-Fonds für den gerechten Übergang bezeichnet.

## Geschichte
Der Green Deal ‚grünes Abkommen‘ wurde 2019 politisches Ziel der EU. Das mit dem Green Deal angestrebte gerechte und effektive Erreichen der Klimaneutralität erfordert eine neue regionale Handlungsstrategie, welche einen Fördertopf erforderlich machte. Der JTF richtet sich an solche Regionen, die eine besondere Abhängigkeit von der Förderung oder Nutzung fossiler Primärenergieträger haben oder in hohem Maße Treibhausgase in industriellen Prozessen ausstoßen.

## Rechtsgrundlagen
Rechtsgrundlage des Fonds ist die Verordnung (EU) 2021/1056 vom 24. Juni 2021. Die Europäische Kommission legte im Rahmen des ordentlichen Gesetzgebungsverfahrens am 15. Januar 2020 einen ersten und am 28. Mai 2020 einen finalen Vorschlag vor, der vom europäischen Parlament am 17. September 2020 in erster Lesung geändert wurde. Der Rat nahm am 7. Juni 2021 die geänderte Fassung an.
Im Rahmen der Einrichtung der Plattform Strategische Technologien für Europa (STEP) wurde mit Verordnung (EU) 2024/795 der Anwendungsbereich des Fonds ausgeweitet: Auch große Unternehmen können in den Genuss von Förderung kommen, wenn sie zu den STEP-Technologien beitragen. Ihr Beitrag muss dabei mit dem geplanten Beitrag der Mitgliedstaaten zum Erreichen der Klimaneutralität der EU im Einklang sein.
Gemäß der Verordnung legt die EU-Kommission 2021 in einem Durchführungsbeschluss die jährliche Mittelzuweisung an die EU-Staaten fest. Die Verordnung (EU) 2021/1060 enthält Bestimmungen für zahlreiche Fonds der EU, darunter auch für den JTF. Sie macht Vorgaben u. a. zur Planung, Evaluierung, Kommunikation, Unterstützungsleistung, Verwaltung, zum Finanzmanagement und zur Rechnungslegung und -prüfung.

## Budget
Der Fonds erhält Mittel aus dem Haushalt der Europäischen Union im Rahmen des mehrjährigen Finanzrahmens zugewiesen. Diese Mittel wurden 2022–2024 um 8 Mrd. Euro aus dem EU-Aufbauprogramm NextGenerationEU aufgestockt.
Im Förderzeitraum 2021–2027 ist der JTF mit 17,5 Mrd. Euro ausgestattet. Die Nutzung kann durch alle EU-Mitgliedstaaten erfolgen. Die maximale Förderquote beträgt 50 % in Mitgliedsstaaten, die sich das Ziel der Klimaneutralität bis spätestens 2050 noch nicht gesetzt haben. Ansonsten gelten 85 %  für schwach entwickelte Regionen, 70 % für Regionen im Wandel (transit regions) und für stärker entwickelte Regionen 50 %.

## Förderung in Deutschland
Deutschland erhält knapp 2,3 Mrd. Euro aus dem Fonds zugewiesen. Im innerdeutschen Verfahren zur Mittelverteilung wurde eine Fördergebietskulisse aufgestellt. Die beteiligten Bundesressorts und die Bundesländer haben sich 2020 auf einen regionalen Ansatz verständigt, da der Bund kein erforderliches Verwaltungs- und Kontrollsystem hat. Hierzu bieten sich die bestehenden Strukturen der Projektträger an.

### Beispiele aus den Bundesländern
Das Land Sachsen beispielsweise erhält insgesamt 645 Mio. Euro, davon sollen 375 Mio. Euro ins Lausitzer Revier, 200 Mio. Euro ins Mitteldeutsche Revier und 70 Mio. Euro in die Stadt Chemnitz fließen. NRW soll 680 Mio. Euro erhalten, 580 Millionen Euro für das Rheinische Revier und 100 Mio. Euro für das nördliche Ruhrgebiet. Der JTF läuft parallel zur dritten Förderperiode des Europäischen Fonds für regionale Entwicklung (EFRE) und dient als Ergänzung der vom Wandel zur Klimaneutralität wirtschaftlich besonders betroffenen Gebiete. Beide Programme werden daher in NRW gebündelt und in weiten Teilen vom selben Projektträger durchgeführt.

## Trivia
Mit gleichlautendem englischen Titel existiert eine Organisation für gerechten Strukturwandel in solchen Regionen der USA, die wirtschaftlich von fossiler Kohle abhängig waren bzw. sind.